# Кралев, Панче
Панче Кралев (макед. Панче Кралев; родился 30 августа 1981 года) — северомакедонский экономист, министр образования и науки Республики Македонии с июля 2011 по май 2013 года.

## Образование
В 2002 году Кралев получил диплом экономиста в Университете Шеффилда, а в 2003 степень магистра в области экономики, финансов и управления в Бристольском университете.
Владеет английским, голландским и немецким языками.

## Карьера
- С октября 2006 по май 2008 года — советник по экономическим и торговым делам в отношении экономических программ правительства Нидерландов осуществляемых в Республике Македонии посольства Нидерландов в Скопье.
- С июня 2008 по июль 2009 года — сотрудник «Райффайзен Инвестментс» в Белграде.
- С июля 2009 по июль 2011 года — советник по экономическим вопросам в отношении реализация проектов в области энергетики, инфраструктуры и иностранным инвестициям в кабинете заместителя премьер-министра по экономическим вопросам Республики Македония.
- С 28 июля 2011 по 28 мая 2013 года — министр образования и науки Республики Македонии.